# Viper (Six Flags Astroworld)
Viper was tot 2005 een achtbaan in Six Flags Astroworld. De achtbaan was van het model Looping Star van Anton Schwarzkopf.

## Geschiedenis
De baan werd geopend in 1981 in Six Flags St. Louis onder de naam Jet Scream. In 1988 werd de baan verplaatst naar Six Flags Astroworld waar hij heropende in 1989 onder de naam Viper. In oktober 2005 werd de achtbaan samen met het park afgebroken en verkocht als schroot.